# Akira Ishikawa
Akira Ishikawa (Japans 石川晶, Ishikawa Akira) (Yokosuka, prefectuur Kanagawa, 10 november 1934 - 10 februari 2002) was een Japanse jazzdrummer en bigbandleider.

## Biografie
Ishikawa begon zijn muzikale loopbaan bij Shin Matsumoto and New Pacific. In de jaren erna toerde hij met eigen groepen, zoals Akira Miyazawa Modern Allstars, en met Toshio Hosaka. In latere jaren speelde hij bij Toshiyuki Miyama en diens band New Herd. In 1964/65 speelde hij mee op opnames van Miyma (Jazz Highlights en Modern Jukebox). Vanaf het eind van de jaren 60 nam hij lp's onder eigen naam op, zoals Soul Session (1969) en The Gentures in Beat Pops (1970), met medewerking van o.m. Hiromasa Suzuki, Kiyoshi Sugimoto en Masaoki Terakawa. Met zijn bigband Count Buffaloes kwam hij in 1970 met het jazzrock-georiënteerde album Electrum, gevolgd door Drums Concerto (1971), African Rock (1972), Uganda (1972) en Get Up! (1975). Hij werkte vanaf de jaren 70 met Yoshiko Goto, Koichi Oki, Kiyoshi Sugimoto (Our Time, 1974) en Akio Sasaki (Berklee Connection, 1980). In de jazz speelde hij tussen 1964 en 1980 mee op 14 opnamesessies.